# نظرية المبادئ الإدارية

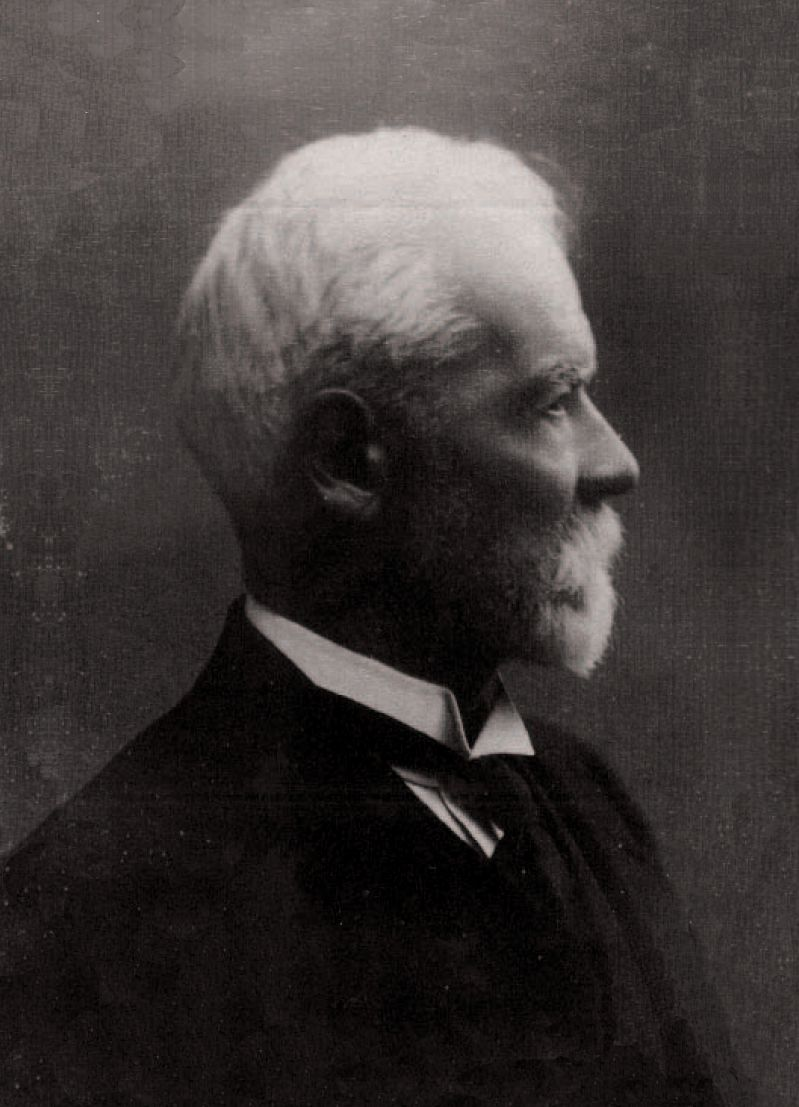

نظرية المبادئ الإدارية هي النظرية الإدارية التي قدمها العالم الفرنسي هنري فايول، والذي عرّف الإدارة بقوله أن تمارس الإدارة معناه أن تتنبأ وأن تخطط وأن تصدر الأوامر وأن تنسق وأن تراقب.

## المبادئ الإدارية التي اقترحها هنري فايول
1.تقسيم العمل:
التخصص يتيح للعاملين والمدراء كسب البراعة والضبط والدقة والتي ستزيد من جودة المخرجات. وبالتالي نحصل على فعالية أكثر في العمل بنفس الجهد المبذول.
2.السلطة:
إن إعطاء الأوامر والصلاحيات للمنطقة الصحيحة هي جوهر السلطة، والسلطة متأصلة في الأشخاص والمناصب، فلا يمكن تصورها كجزء من المسؤولية.
3.الفهم:
تشمل الطاعة والتطبيق والسلوك والعلامات الخارجية ذات الصلة بين صاحب العمل والموظفين. هذا العنصر مهم جداً في أي عمل، من غيره لا يمكن لأي مشروع أن ينجح، وهذا هو دور القادة.
4.وحدة مصدر الأوامر:
يجب أن يتلقى الموظفين أوامرهم من مشرف واحد فقط. بشكل عام يعتبر وجود مشرف واحد أفضل من الازدواجية في الأوامر.
5.يد واحدة وخطة عمل واحدة:
مشرف واحد بمجموعة من الأهداف يجب أن يدير مجموعة من الفعاليات لها نفس الأهداف.
6.إخضاع الاهتمامات الفردية للاهتمامات العامة:
إن اهتمام فرد أو مجموعة في العمل يجب أن لا يطغى على اهتمامات المنظمة.
7.مكافآت الموظفين:
قيمة المكافآت المدفوعة يجب أن تكون مرضية لكل من الموظفين وصاحب العمل. ومستوى الدفع يعتمد على قيمة الموظفين بالنسبة للمنظمة. وتحلل هذه القيمة لعدة عوامل مثل: تكاليف الحياة، توفر الموظفين، والظروف العامة للعمل.
8.الموازنة بين تقليل وزيادة الاهتمامات الفردية:
هنالك إجراءات من شأنها تقليل الاهتمامات الفردية. بينما تقوم إجراءات أخرى بزيادتها. في كل الحالات يجب الموازنة بين هذين الأمرين.
9.قنوات الاتصال:
السلسلة الرسمية للمدراء من المستوى الأعلى للأدنى تسمى «الخطوط الرسمية للأوامر». والمدراء هم حلقات الوصل في هذه السلسلة، فعليهم الاتصال من خلال القنوات الموجودة فيها. وبالإمكان تجاوز هذه القنوات فقط عندما توجد حاجة حقيقية للمشرفين لتجاوزها. وتتم الموافقة بينهم على ذلك.
10.الأوامر:
الهدف من الأوامر هو تفادي الهدر والخسائر.
11.العدالة:
المراعاة والإنصاف يجب أن يمارسوا من قبل جميع الأشخاص في السلطة.
12.استقرار الموظفين:
يقصد بالاستقرار بقاء الموظف في عمله وعدم نقله من عمل لآخر. ينتج عن تقليل نقل الموظفين من وظيفة لأخرى فعالية أكثر ونفقات أقل.
13.روح المبادرة:
يجب أن يسمح للموظفين بالتعبير بحرية عن مقترحاتهم وآرائهم وأفكارهم على كافة المستويات. فالمدير القادر على إتاحة هذه الفرصة لموظفيه أفضل بكثير من المدير الغير قادر على ذلك.
14.إضفاء روح المرح للمجموعة:
في الوحدات التي بها كثرة من العمال على المدراء تعزيز روح الألفة والترابط بين الموظفين، ومنع أي أمر يعيق هذا التآلف.